# Tour de l'Horloge de Beyrouth
Pour les articles homonymes, voir Tour de l'horloge.

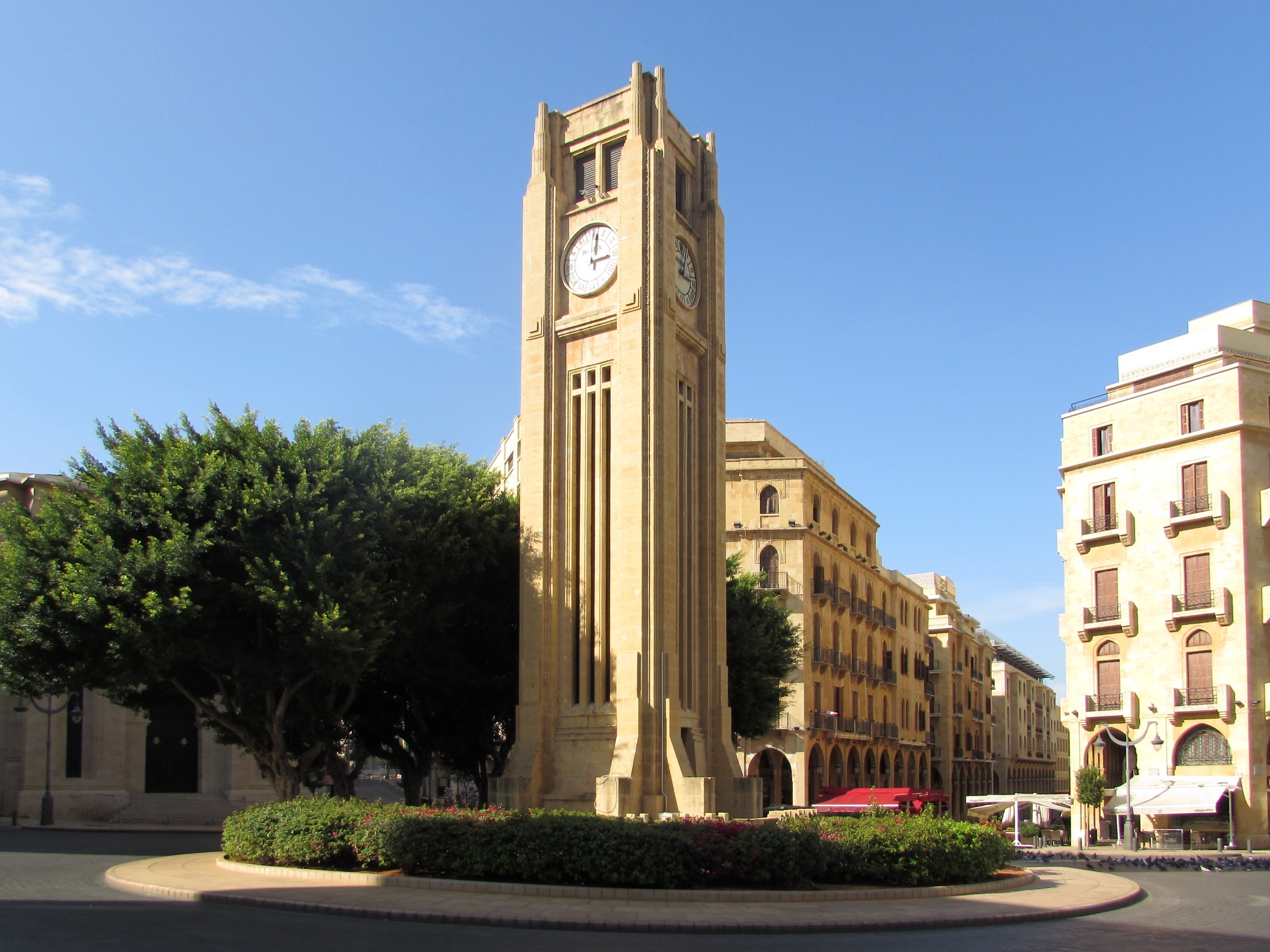
La tour de l'Horloge de la place de l’Étoile de Beyrouth.

La tour de l'Horloge est un monument renommé du centre-ville de Beyrouth, capitale du Liban. Elle se dresse au milieu de la place de l'Étoile tout près de la Chambre des députés et de la cathédrale Saint-Georges des Orthodoxes.

## Histoire
Michel Abed, dont la famille était partie trouver fortune au Mexique, commande cette tour à l'architecte Mardiros Altounian, auteur du bâtiment du parlement. Elle est construite en style Art déco en 1934, style prisé à l'époque du mandat français.
Aux prémices de la  guerre de 1975-1990, la tour de l'horloge a été démantelée et stockée dans le site de la compagnie ferroviaire à Sin el-Fil. Après la fin de la guerre, la tour et l'horloge ont été reconstruites et rénovées. La marque  Rolex a été inscrite sur les quatre cadrans. 